# John S. Hager
John S. Hager (Morristown, 1818. március 12. – San Francisco, 1890. március 19.) az Amerikai Egyesült Államok szenátora (Kalifornia, 1873–1875).